# Claus Westermann
Claus Westermann (* 7. Oktober 1909 in Berlin; † 11. Juni 2000 in Heidelberg) war ein deutscher evangelischer Theologe und Pfarrer, der u.  a. in Berlin und Heidelberg im Fach Altes Testament lehrte.

## Leben
Claus Westermann studierte Theologie an den Universitäten Tübingen, Marburg und Berlin. In Tübingen wurde er Mitglied der Studentenverbindung A.V. Igel. 1933 legte er das erste theologische Examen vor dem Evangelischen Konsistorium Berlin ab.
Anschließend folgte das Vikariat zunächst in Arnswalde. Zu diesem Zeitpunkt gehörte er bereits als Mitglied der Bekennenden Kirche an. In Berlin trat er in das unter Martin Niemöller entstehende Predigerseminar der Bekennenden Kirche ein. Mit anderen Vikaren wechselte er später in das Naumburger Predigerseminar unter Gerhard Gloege. Er wurde mehrfach durch die Gestapo verhaftet. 1940–45 leistete er Militärdienst und war 1945–46 in sowjetischer Kriegsgefangenschaft, während der er mit einer Lutherbibel seine Studien zum Alten Testament begann.
1946 bis 1952 war Westermann Seelsorger in Berlin, u. a. am Burckhardthaus, seit 1949 an der Kaiser-Wilhelm-Gedächtniskirche als Pfarrer.
In Zürich wurde er 1949 bei Walther Theodor Zimmerli (1907–1983) mit seiner Arbeit Das Loben Gottes in den Psalmen zum Dr. theol. promoviert. An der Kirchlichen Hochschule Berlin war er anschließend Dozent, ab 1954 Inhaber einer Professur. Von 1958 bis 1978 war er ordentlicher Professor für Alttestamentliche Theologie an der Universität Heidelberg, bis er 1978 emeritiert wurde. Zu seinen Schülern gehört Rainer Albertz.

## Ehrungen
- Ehrenmitglied der englischen Society for Old Testament Studies
- Ehrenmitglied der amerikanischen Society of Biblical Literature seit 1979
- Burkitt-Medaille für biblische Studien, verliehen von der Britischen Akademie der Wissenschaften
- Theologisches Ehrendoktorat der Georg-August-Universität Göttingen
- Sexauer Gemeindepreis für Theologie 1983

## Werke

### Monographien
- Die Bibel in der Geschichte der Kirche (= Studienreihe der Jungen Gemeinde; 16). Burckhardthaus-Verlag, Berlin 1938.
- Das Mahl des Herrn. Evangelische Verlagsanstalt, Berlin 1950.
- Der Aufbau des Buches Hiob (= Beiträge zur Historischen Theologie. Band 23). J.C.B. Mohr (Paul Siebeck), Tübingen 1956.
  - Der Aufbau des Buches Hiob (= Calwer Theologische Monographien, Reihe A: Bibelwissenschaft, Band 6). Calwer Verlag, Stuttgart, 2., erweiterte Auflage, 1977.
  - Der Aufbau des Buches Hiob. 3., ergänzte Auflage. Calwer Verlag, Stuttgart 1978, ISBN 3-7668-0539-8.
- Sprüche, Prediger, Hohes Lied (= Stuttgarter Bibelhefte; 12). Quell-Verlag, Stuttgart 1956.
- Gottes Engel brauchen keine Flügel. Was die Bibel von den Engeln erzählt. Kreuz-Verlag, Stuttgart 1957; Neuauflage 1989, ISBN 3-7831-0535-8.
- Umstrittene Bibel. Kreuz-Verlag: Stuttgart, 1960.
  - Umstrittene Bibel. Gütersloher Verlagshaus Gerd Mohn: Gütersloh, 1964.
- Grundformen prophetischer Rede (= Beiträge zur evangelischen Theologie; 31). Kaiser, München 1960; 5. Aufl. 1978.
- Forschung am Alten Testament. Gesammelte Studien I (= Theologische Bücherei; 24). Kaiser, München 1964.
- Das Buch des Propheten Jesaja. Kapitel 40–66 (Das Alte Testament Deutsch; 19). Vandenhoeck & Ruprecht, Göttingen 1966; 5. Auflage 1985.
- Schöpfung (= Themen der Theologie; 12). Kreuz-Verlag, Stuttgart, 1971.
- Genesis 1–11 (= Erträge der Forschung; 7). Wissenschaftliche Buchgesellschaft, Darmstadt 1972; 5. unveränderte Auflage 1993, ISBN 3-534-05284-6.
- Rainer Albertz u. a. (Hrsg.): Forschung am Alten Testament. Gesammelte Studien II. Zu seinem 65. Geburtstag am 7. Oktober 1974 (= Theologische Bücherei; 55). Kaiser, München 1974, ISBN 3-459-00988-8.
- Genesis 12–50 (= Erträge der Forschung; 48). Wissenschaftliche Buchgesellschaft, Darmstadt 1975; 3. unveränderte Auflage 1992, ISBN 3-534-06042-3.
- Theologie des Alten Testaments in Grundzügen, Vandenhoeck & Ruprecht, Göttingen 1978, 2. Auflage 1985. ISBN 3-525-51661-4.
- Der Psalter (= Biblisches Seminar). Calwer Verlag, Stuttgart 1980, ISBN 3-7668-0239-9.
- Lob und Klage in den Psalmen. Vandenhoeck & Ruprecht, Göttingen 1983, ISBN 3-525-53558-9 (früherer Titel: Das Loben Gottes in den Psalmen, 1953).
- Erträge der Forschung am Alten Testament (= Theologische Bücherei; 73). Kaiser, München 1984, ISBN 3-459-01574-8.
- Die Klagelieder. Forschungsgeschichte und Auslegung. Neukirchener Verlag, Neukirchen-Vluyn 1990, ISBN 3-7887-1307-0.
- Wurzeln der Weisheit. Die ältesten Sprüche Israels und anderer Völker. Vandenhoeck & Ruprecht, Göttingen 1990, ISBN 3-525-51673-8.
- Die Joseph-Erzählung. Elf Bibelarbeiten zu Genesis 37–50 (= Calwer Taschenbibliothek; 1). Calwer Verlag, Stuttgart 1990.
- Einführung in die Bibel. Kreuz-Verlag, Stuttgart 1994, ISBN 3-7831-1363-6 (früherer Titel Tausend Jahre und ein Tag).
- Der Mensch im Alten Testament (= Altes Testament und Moderne; 6). Lit-Verlag, München 2000, ISBN 3-8258-4587-7.
- Calwer Bibelkunde. Altes Testament, Apokryphen, Neues Testament. Calwer Verlag, Stuttgart 2001, ISBN 3-7668-3714-1.(früherer Titel: Abriß der Bibelkunde. Altes und Neues Testament).
- Predigten. Hrsg. von Rudolf Landau. Stuttgart 2009.

### Aufsätze
- Das Alte Testament und die Menschenrechte. In: Jörg Braun (Hrsg.): Zum Thema Menschenrechte. Theologische Versuche und Entwürfe. Calwer Verlag, Stuttgart 1977, ISBN 3-7668-0550-9, S. 5–18.
- Das Alte Testament und die Theologie. In: Georg Picht u. a.: Theologie – was ist das?: Kreuz-Verlag, Stuttgart 1977, S. 49–66.
- Bebauen und Bewahren. In: Helmut Aichelin, Gerhard Liedke (Hrsg.): Naturwissenschaft und Theologie. Texte und Kommentare (Grenzgespräche; 6). Verlag Kaiser, München 1974, S. 203–213.
- Die Begriffe für Fragen und Suchen im Alten Testament. Antrittsvorlesung 1959. In: Kerygma und Dogma 6 (1960), S. 2–30.
- Eine Bemerkung zur Reform des theologischen Studiums. In: Monatsschrift für Pastoraltheologie 41 (1952), S. 403–414.
- Die Bibel korrigiert ihre Ausleger. Vom verantwortlichen Umgang mit der Schrift. In: Evangelische Kommentare 15 (1982), S. 363–365.
- Biblische Ästhetik. Das Schöne in der Bibel. In: Zeichen der Zeit4 (1950), S. 277–289.
- Der Gott des Alten Bundes. In: Andreas Bsteh (Hrsg.): Der Gott des Christentums und des Islams (= Beiträge zur Religionstheologie; 2). Verlag St. Gabriel, Mödling 1992, S. 36–49.
- Das Hoffen im Alten Testament. Eine Begriffsuntersuchung. In: Theologia Viatorum 4 (1952/53), S. 19–70.
- Die Illusion des Atheismus. In: Zeitenwende 34 (1963), S. 91–100.
- Das Reden von Schöpfer und Schöpfung im Alten Testament. In: Fritz Maas: Das ferne und nahe Wort. Festschrift Leonard Rost zum 70. Geburtstag am 30. November 1966 (= Beihefte zur Zeitschrift für die alttestamentliche Wissenschaft; 105). Töpelmann Verlag, Berlin 1967, S. 238–244.
- The role of the lament in the theology of the Old Testament. In: Interpretation, Bd. 28 (1974), S. 20–38.
- Die Sprachstruktur des Römerbriefes. Der Zustand vor und nach Christus. In: David Trobisch (Hrsg.): In dubio pro deo. Heidelberger Resonanzen auf den 50. Geburtstag von Gerd Theißen am 24. April 1993. Selbstverlag, Heidelberg 1993, S. 351–361.
- Struktur und Geschichte der Klage im Alten Testament. In: Zeitschrift für die alttestamentliche Wissenschaft 66, (1954), S. 44–80.
- Zu zwei Theologien des Alten Testaments (Georg Fohrer, Walther Zimmerli). In: Evangelische Theologie 34 (1974), S. 96–112.
- Leib und Seele in der Bibel. In: Was weiß man von der Seele? Erforschung und Erfahrung in Psychologie, Philosophie und Theologie. Kreuz-Verlag Stuttgart – Berlin,  1967, S. 167–176.